# L'Arabe (film, 1924)
Pour les articles homonymes, voir The Arab.

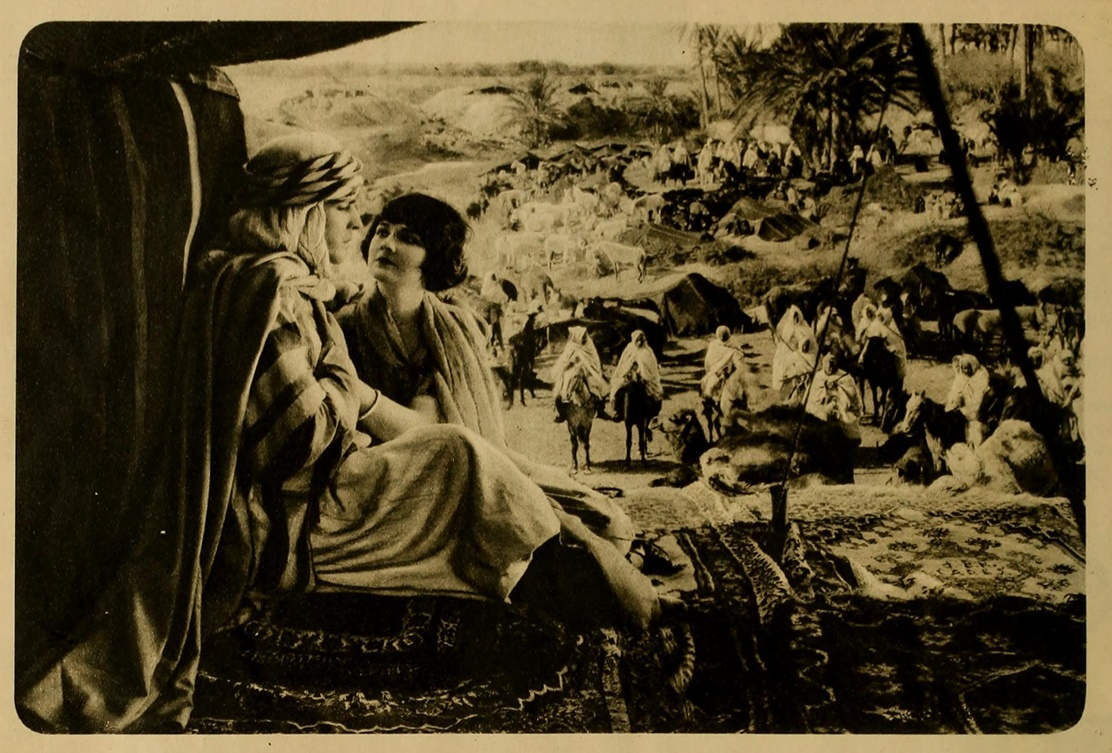
Alice Terry et Ramon Novarro dans The Arab.

L'Arabe (Where the Pavement Ends) est un film américain réalisé par Rex Ingram, sorti en 1924.

## Synopsis
Jamil (Ramon Novarro) est soldat dans les forces bédouines de défense au cours d'une guerre entre la Syrie et la Turquie. Après avoir déserté son régiment, il rencontre, dans un village reculé, un orphelinat tenu par deux missionnaires américains, le Dr Hilbert (Jerrold Robertshaw) et sa fille Mary (Alice Terry). Le village est attaqué par les Turcs, et son chef, soucieux de plaire aux envahisseurs, a l'intention de leur livrer les orphelins qu'ils massacreront ; il dissimule ce projet en prétendant se préparer à faire partir les enfants pour Damas pour leur sécurité.
Les bédouins arrivent sur place, et révèlent que Jamil est le fils du chef de tribu ; or ce dernier vient de mourir, ce qui fait de Jamil le nouveau chef de la tribu, une lourde responsabilité. Au péril de sa vie, il entreprend de sauver les enfants. Il finit par vaincre les Turcs et le chef de village, et par conquérir Mary.

## Fiche technique
- Titre en français : L'Arabe
- Titre original : The Arab
- Réalisation : Rex Ingram

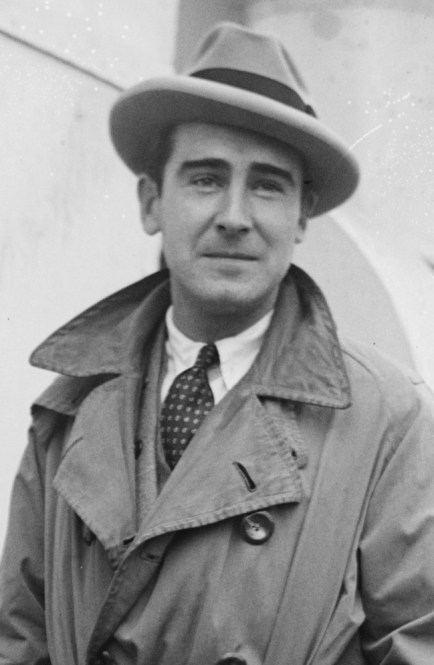
Rex Ingram, le réalisateur

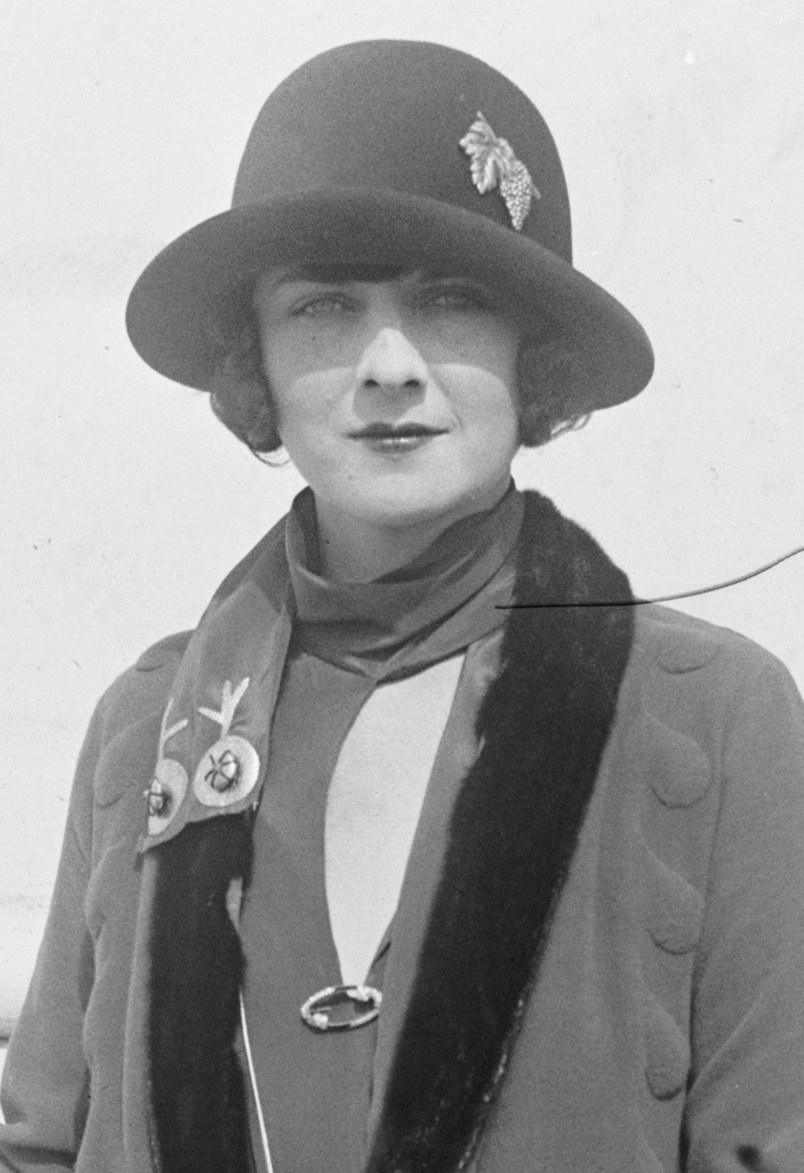
Alice Terry joue le rôle de Mary Hilbert

- Scénario : Rex Ingram, d'après la pièce The Arab d'Edgar Selwyn[1]
- Photographie : John F. Seitz[1]
- Musique : Ted Baron[1]
- Montage : Grant Whytock[1]
- Production :
- Société de production : Metro-Goldwyn Pictures
- Distribution : Metro-Goldwyn Pictures
- Pays de production :  États-Unis
- Genre : Drame
- Durée : 67 minutes (7 bobines)[1]
- Format : Noir et blanc
- Lieu de tournage :  Tunisie[1]
- Dates de sortie :
  - États-Unis : 13 juillet 1924 (première)
  - États-Unis : 21 juillet 1924[2]
  - France : 1er mai 1925 (Lille)[3]

## Distribution
- Ramón Novarro : Jamil Abdullah Azam
- Alice Terry : Mary Hilbert
- Max Maxudian : le gouverneur
- Jean de Limur : Hossein
- Paul Vermoyal : Iphraim
- Adelqui Migliar : Abdullah
- Alexandresco : Oulad Nile
- Justa Uribe : Myrza
- Jerrold Robertshaw : Dr. Hilbert
- Paul Franceschi : Marmount
- Giuseppe di Campo : Selim

## Critique
- Variety, 16 juillet 1924 : « Il s'agit là du meilleur de tous les films de cheiks. Dans son rôle de cheik, Novarro est à son apogée. Bien qu'il s'agisse dans une certaine mesure d'un film « sexuel », il peut être recommandé pour des cours de lycée »[1],[4].

## Autour du film
- L'actrice principale Alice Terry est la femme du réalisateur Rex Ingram.